# Los Sauces, Tepatitlán de Morelos
Los Sauces är en ort i Mexiko.   Den ligger i kommunen Tepatitlán de Morelos och delstaten Jalisco, i den centrala delen av landet, 400 km väster om huvudstaden Mexico City. Los Sauces ligger 1 941 meter över havet och antalet invånare är 131.
Terrängen runt Los Sauces är kuperad åt nordväst, men åt sydost är den platt. Runt Los Sauces är det ganska tätbefolkat, med 72 invånare per kvadratkilometer. Närmaste större samhälle är Tepatitlán de Morelos, 18,7 km nordväst om Los Sauces. I omgivningarna runt Los Sauces växer huvudsakligen savannskog.